# Ala al-Din Atsiz
Ala al-Din Atsiz ibn Ala al-Din Husayn, fou el penúltim sultà gúrida que va regnar vers 1210 o 1213 a 1214.
Era fill d'Ala al-Din Husayn, que va morir el 1161 i llavors Atsiz era molt jove i la successió va passar poc després al seu cosí Ghiyath al-Din Muhammad (1163-1203). Fins al 1203 va servir al seu cosí Ghiyath al-Din Muhammad (Shams al-Din) a la mort del qual el 1203 fou candidat al tron. Designat Muizz al-Din Muhammad (Shihab al-Din) aquest el va enviar a la cort dels seus parents de la branca de Bamian on la filla d'Atsiz es va casar amb el fill del sultà Baha al-Din Sam I (1192-1206), el príncep Djalal al-Din Ali (sultà 1206-1215).
A la mort de Muizz al-Din el 1206 el seu propi fill Ghiyath al-Din Mahmud el va succeir i Atsiz no va poder optar a la successió. En aquest moment els xas de Coràsmia representaven una greu amenaça i Atsiz els va demanar ajut per ocupar el tron, però no va aconseguir res fins a l'assassinat de Ghiyath al-Din (entre 1210 i 1213 segons les fonts). Llavors, sota pressió de Coràsmia, fou reconegut sultà, i va governar entre dos i quatre anys. Va morir en batalla contra Yalduz, el comandant turc de Gazni, revoltat, el qual va fer proclamar al seu cosí Ala al-Din Ali ibn Shudja al-Din (Diya al-Din).
L'historiador Djudjani l'esmenta com a pietós i protector dels ulemes.